# 楊耀記
楊耀記是香港歷史中的一個名字，「楊耀記」是一個商號，位於香港上環歌賦街8號（現時的24號，舊址現為）。是「孫中山史蹟徑」的第6站。22°17′03″N 114°09′09″E / 22.284118°N 114.152402°E
「楊耀記」是楊鶴齡之祖店，楊鶴齡是孫中山之童年好友。 孫中山、陳少白、尢列及楊鶴齡，曾經於上環該處密談反清革命，時人稱之為「四大寇」。中華民國成立後，楊耀記轉售他人，1980年改建七層高的新廈。

## 楊鶴齡
楊鶴齡生於1868年，祖籍中國廣東香山，1896年參加興中會，在11月移居日本橫濱。1912年當南京臨時政府之總統府秘書。1923年當港澳調查員。1934年於澳門逝世。

## 外部連結
- 居港志士楊鶴齡